# Spar
SPAR je nizozemska mednarodna trgovska veriga, ki ima okrog 12500 trgovin v 35 državah po svetu. Podjetje je bilo ustanovljeno na Nizozemskem leta 1932, sedež je v Amsterdamu. Podjetje ima v Sloveniji 140 trgovin. 
Sprva je bilo podjetje znano pod akronimom "DE SPAR"  - Door Eendrachtig Samenwerken Profiteren Allen Regelmatig - kar pomeni "vzajemno sodelovanje je konstantno profitno za vse". Spar sicer v nizozemščini pomeni smreka, drevo, ki se tudi uporablja v logotipu podjetja. 